# Týr (město)
Týr či Týros (fénicky  cur, latinsky Tyrus, akkadsky curru, hebrejsky צר cur, řecky Τύρος Týros, arabsky الصور as-súr) je starověké fénické město v Libanonu na pobřeží Středozemního moře.  81 km od Bejrútu. Novodobé město se jmenuje Súr. Název tohoto města znamená Skála.

## Dějiny Týru
Týros byl založen ve 3. tisíciletí př. n. l. pravděpodobně osadníky ze Sidónu, kteří chtěli vybudovat nové přístavní město.
Za 18. egyptské dynastie padl Týros do rukou faraonů a po dobu jejích vlády od 17. do 13. století př. n. l. prosperoval pod egyptskou ochranou.
Týrská skladiště byla ve starověku středem celého tehdejšího světa. Týrští obchodníci byli první, kteří se začali ve větším měřítku plavit po Středozemním moři a založili své kolonie na pobřeží blízkých ostrovů Egejského moře, Řecka a severního pobřeží Afriky – v Kartágu, Sicílii, Sardinii a Korsice, Hispánii a dokonce až za Héraklovými sloupy v Cádizu. V dobách krále Davida bylo ustanoveno přátelství mezi týrskými králi a Židy.
Z vládnoucí rodiny ve městě pocházela také Európa, postava řecké mytologie, od níž je odvozeno jméno kontinentu Evropa, stejně jako jejích pět bratrů, kteří se jí vydali hledat, a z nichž Kadmos měl do Řecka přinést hláskovou abecedu.
Podle legendy týrská princezna Elissa, známá také jako Dídó, se zapletla do spiknutí, jehož cílem bylo převzít moc nad městem, a když bylo jasné, že neuspěla, zmocnila se flotily lodí a odplula do severní Afriky, kde založila město Kartágo.
Týros se skládal ze dvou rozdílných částí – skalní pevnosti na pobřeží, tzv. Starého Týru, a města vybudovaného na malém skalnatém ostrůvku necelý kilometr od pobřeží. Tato pozice umožňovala velmi dobrou obranu celého místa. Týros obléhal za pomoci Féničanů po pět let Salmanassar III. a Nabukadnesar II. dokonce třináct let (586 př. n. l. – 573 př. n. l.), avšak oba neúspěšně.
V roce 333 př. n. l. dorazil do Fénicie Alexandr Veliký. Většina fénických měst – Tripolis, Byblos, Berytos a Sidon – se Alexandrovi okamžitě vzdala. Pouze obyvatelé Týru se postavili proti makedonskému králi, když jim jako podmínku kapitulace stanovil zákaz obětovat Melkartovi. Uražen touto opovážlivostí zahájil Alexandr obléhání města, jež bylo v podstatě mocnou ostrovní pevností oddělenou od pevniny úzkým mělkým průlivem. Dobývání Tyru začalo v lednu roku 332 př. n. l. a byl během něj k ostrovu z pobřeží vybudován násep. Trvalo sedm měsíců, než se makedonské a spojenecké fénické flotile podařilo zlomit udatný odpor obránců. V pouličních bojích přišlo o život několik stovek makedonských vojáků. Všichni mužští obyvatelé města – v počtu asi 30 000, byli za trest pobiti a posledních dva tisíce přeživších bylo ukřižováno na pobřeží. Ženy a děti byly uvrženy do otroctví. Alexandrovo dědictví však v Týru zanechalo nesmazatelné stopy: hráz, kterou vytvořil už navždy spojuje staré město s pevninou a Týros se stal poloostrovem.
V roce 64 př. n. l. byl Týros začleněn do římské provincie Syria (Phoenicia) a posléze se stal jejím hlavním městem. Město si uchovalo velký obchodní vliv až do přelomu letopočtu, především proto, že jím procházela proslulá hedvábná stezka, po níž se vozilo čínské hedvábí do Říma.
Ve městě začali krátce po smrti svatého Štěpána žít křesťané a svatý Pavel zde při návratu ze své třetí misijní cesty strávil týden v rozhovorech se svými žáky.
Týros byl prvním z libanonských měst, která přijala křesťanství a stal se sídlem arcibiskupství, pod které spadalo 14 biskupství.
Arabové převzali město v roce 634 a prosperita pokračovala nadále.
Týros byl dobyt roku 1124 vojsky křižáckého Jeruzalémského království za pomoci benátského loďstva a stal se jedním z nejvýznamnějších měst v křižáckém panství. V rukou křižáků zůstal Týros po dobu 167 let, dokud v roce 1291 nezískala město mamlúcká armáda Al-Ašrafa Kálila. V Týru zároveň existovaly autonomní obchodní kolonie italských měst. Město se stalo sídlem arcibiskupa, jenž byl sufragánem jeruzalémského patriarchy. Nejvýznamnějším z těchto latinských arcibiskupů byl historik Vilém z Tyru, autor spisu Dějiny událostí v zámořských zemích. Po pádu Jeruzaléma roku 1187 bylo sídlo království přeneseno do Akkonu, ale korunovace nadále pokračovaly v Týru. Roku 1291 město dobyli Mamlúci, které v roku 1517 vystřídali Osmané. Od roku 1984 je Týr zapsán na Seznamu světového kulturního dědictví UNESCO.

## Biblické odkazy
Hlavní fénický přístav; je ztotožňován s dnešním es-Surem, který leží asi 50 km na sever od hory Karmel a 35 km na jihozápad od Sidonu. Tyros byl starověkým městem (Iz 23:1, 7), ale není známo, kdy byl jako kolonie založen Sidonci. První zmínka o Tyru je po dobytí Zaslíbené země asi roku 1467 př. n. l. a v tu dobu to bylo opevněné město. Mluví se o něm v souvislosti s hranicemi kmenového území Ašera. Od svého počátku a po celou dobu své existence zůstával Tyros zjevně mimo izraelské hranice jako nezávislý soused. (Joz 19:24, 29; 2Sa 24:7)
Mezi Tyrem a Izraelem existovaly přátelské vztahy, a to zvláště za vlády Davida a Šalomouna. Na stavbě Davidova královského paláce z cedrových klád, které poslal tyrský král Chiram, se podílel zručný tyrský řemeslník. (2Sa 5:11; 1Pa 14:1) Tyřané také Davidovi dodali cedrové dřevo, které bylo později použito na stavbu chrámu. (1Pa 22:1–4)
Po Davidově smrti tyrský král Chiram poskytl Šalomounovi materiál a pomoc při stavbě chrámu a dalších vládních budov. (1Kr 5:1–10; 7:1–8; 2Pa 2:3–14) Na stavbě chrámu se podílel zručný řemeslník, syn Izraelitky a tyrského zpracovatele mědi. (1Kr 7:13, 14; 2Pa 2:13, 14) Za tuto pomoc Tyřané dostávali pšenici, ječmen, olej a víno. (1Kr 5:11, 12; 2Pa 2:15) Kromě toho dal Šalomoun tyrskému králi Chiramovi dvacet měst, i když tyrského vládce tento dar příliš nepotěšil. (1Kr 9:10–13)
Časem se Tyros stal jednou z největších námořních mocností starověkého světa a námořníci i obchodní flotila „taršišských“ lodí se proslavili svými cestami do vzdálených míst. Šalomoun a tyrský král se společně podíleli na námořních výpravách, ze kterých se přivážely cenné věci včetně zlata z Ofiru. (1Kr 9:26–28; 10:11, 22; 2Pa 9:21)
V těchto stycích Tyru s Izraelem nejsou žádné náznaky, že by se Tyřané jako národ zajímali o uctívání Jehovy; jejich kontakty byly zejména obchodní. Tyřané byli původem Kananejci a po náboženské stránce prováděli určitou formu uctívání Baala a jejich hlavními bohy byli Melkart a Astarte (Aštoret). Jezábel, dcera Etbaala, krále Sidonců (včetně Tyru), se vdala za Achaba, krále severního izraelského království. Jezábel byla neblaze proslulá svým úsilím odstranit uctívání Jehovy. (1Kr 16:29, 31; 18:4, 13, 19)
Odsouzen Bohem. Pod přísné Boží odsouzení se však Tyros nedostal pro osobní ničemnost Jezábel a její dcery Atalji. Tyros se velmi rozrostl na úkor jiných národů včetně Izraele. Vyráběly se v něm předměty z kovu i ze skla a purpurové barvivo, byl obchodním centrem pro cizozemské karavany a rovněž významným místem vývozu a dovozu. Vzrůst po průmyslové i obchodní stránce mu přinesl bohatství, domýšlivost a pýchu. Tyrští kupci a obchodníci se chlubili, že jsou knížaty a ctihodnými země. (Iz 23:8) Časem si Tyros vypěstoval vůči Jehovovi vzpurný postoj a se sousedními národy se spikl proti Božímu lidu. (Ža 83:2–8) Tento troufalý a otevřený odpor proti Jehovovi tedy vedl k nepříznivému rozsudku nad městem a následně vedl k jeho pádu a zničení.
Jehova si povšiml arogantního postoje tohoto města koncem 9. století př. n. l. Varoval tudíž Tyros, že mu stejnou měrou oplatí to, že okrádal Boží lid o zlato, stříbro a mnoho dalších žádoucích věcí, které používal na zkrášlení svých chrámů. Měla to také být odplata za to, že prodal Boží lid do otroctví. (Joel 3:4–8; Am 1:9, 10)
Prorok Izajáš později zaznamenal další prohlášení proti Tyru, které ukazovalo, že Tyros bude na „sedmdesát let“ zapomenut. (Iz 23:1–18) O mnoho let později prorok Jeremjáš uvedl Tyros mezi těmi národy, které byly vybrány, aby pily víno Jehovova vzteku. (Jer 25:8–17, 22, 27; 27:2–7; 47:2–4) Národy, které Jeremjáš uváděl ve svém proroctví, měly „sloužit babylónskému králi sedmdesát let“ (Jer 25:8–11), a z toho vyplývá, že Izajášovo i Jeremjášovo proroctví se vztahovalo na Nebukadnecarovo tažení proti Tyru.
Jehova prostřednictvím Ezekiela, Jeremjášova současníka, také oznámil, že na Tyros přijde z rukou Nebukadnesara neštěstí. (Ez 26:1–28:19) Tyros byl přirovnáván ke krásné lodi s různobarevnými plachtami a krytem paluby a s přídí vykládanou slonovinou, ale tato loď se na otevřeném moři měla potopit. (Ez 27:3–36) Tyrský ‚král‘ (zjevně rodová linie tyrských panovníků) se povýšeně chlubil: „Jsem bůh. Posadil jsem se na sedadlo boha.“ Jako neposvátný však měl být odstraněn a zničen ohněm. (Ez 28:2–19)
Zničení města. Během Nebukadnesarova dlouhého obléhání Tyru ‚olysaly‘ hlavy vojáků, protože je odíraly přilby, a jejich ramena byla ‚odřena dohola‘ od nošení materiálů, které byly použity na stavbu obléhacích valů. Vzhledem k tomu, že Nebukadnesar nedostal žádnou „mzdu“ za to, že posloužil jako nástroj k vykonání rozsudku nad Tyrem, Jehova mu slíbil, že mu to vyváží veškerým bohatstvím Egypta. (Ez 29:17–20) Podle židovského historika Flavia Iosepha trvalo obléhání třináct let (Proti Apiónovi, I, 156 [21]) a Babylóňany to stálo velmi mnoho. Světské dějiny neuvádějí přesně, jak bylo Nebukadnesarovo úsilí důkladné či účinné. Avšak ztráty na životech a majetku Tyřanů musely být veliké. (Ez 26:7–12)
Po návratu Izraelitů z vyhnanství v Babylóně jim však Tyřané dodávali cedrové klády z Libanonu na stavbu druhého chrámu a v obnoveném městě začali znovu obchodovat. (Ezr 3:7; Ne 13:16)
Střet Tyru s Nebukadnesarem byl sice velký, ale k úplnému zániku města nevedl. Pozdější prorocká prohlášení ukazují, že ačkoli Tyros vystaví násep a nakupí stříbro a zlato, Jehova jej úplně zničí. (Ze 9:3, 4)
Proroctví se splnilo téměř za 200 let potom, co je Zecharjáš dostal. V roce 332 př. n. l. vedl Alexandr Veliký svou armádu přes Malou Asii a své tažení na jih na nějakou dobu přerušil, aby věnoval pozornost Tyru. Město odmítlo otevřít své brány, a tak Alexandr ve vzteku poručil vojákům, aby posbírali rozvaliny pevninské části města a naházeli je do moře, čímž vytvořili hráz k ostrovní části města, a tak se splnilo Zecharjášovo proroctví. (Ez 26:4; NÁKRES, sv. 2, s. 531) Alexandr se pustil do stavby nejvyšších obléhacích věží, jaké kdy byly ve starověku použity, zatímco jeho námořní síly zadržovaly tyrské lodě v přístavu. Po sedmi měsících byly nakonec hradby o výšce 46 metrů prolomeny. V bitvě bylo zabito 8 000 tyrských vojáků, a navíc jako odveta bylo zabito 2 000 význačných vůdců a 30 000 obyvatel bylo prodáno do otroctví.
Zmiňují se o něm Řecká písma. Přestože Alexandr město úplně zničil, bylo během seleukovského období znovu postaveno a v prvním století n. l. bylo význačným přístavem Středozemního moře, kam obvykle mířily lodě. Během Ježíšovy služby v Galileji přišlo mnoho lidí z Tyru a Sidonu, aby slyšeli Ježíšovo poselství, a aby byli uzdraveni ze svých nemocí. (Mr 3:8–10; Lk 6:17–19) O několik měsíců později Ježíš osobně navštívil oblast v okolí Tyru a při této příležitosti uzdravil dítě Syroféničanky, které bylo posedlé démonem. (Mt 15:21–29; Mr 7:24–31) Ježíš řekl, že kdyby v Tyru a Sidonu provedl mocné skutky, které provedl v Chorazinu a v Betsaidě, pohané v Tyru a Sidonu by byli mnohem vnímavější než tito židé. (Mt 11:20–22; Lk 10:13, 14)

## Hospodářství
Týr byl znám zvláště kvůli výrobě cenného nachového barviva, tzv. týrského nachu. Barvivo používalo mnoho kultur coby barvy královské anebo vyhrazené nobilitě, bylo tomu tak například v Římské říši.